# Christopher Sheppard

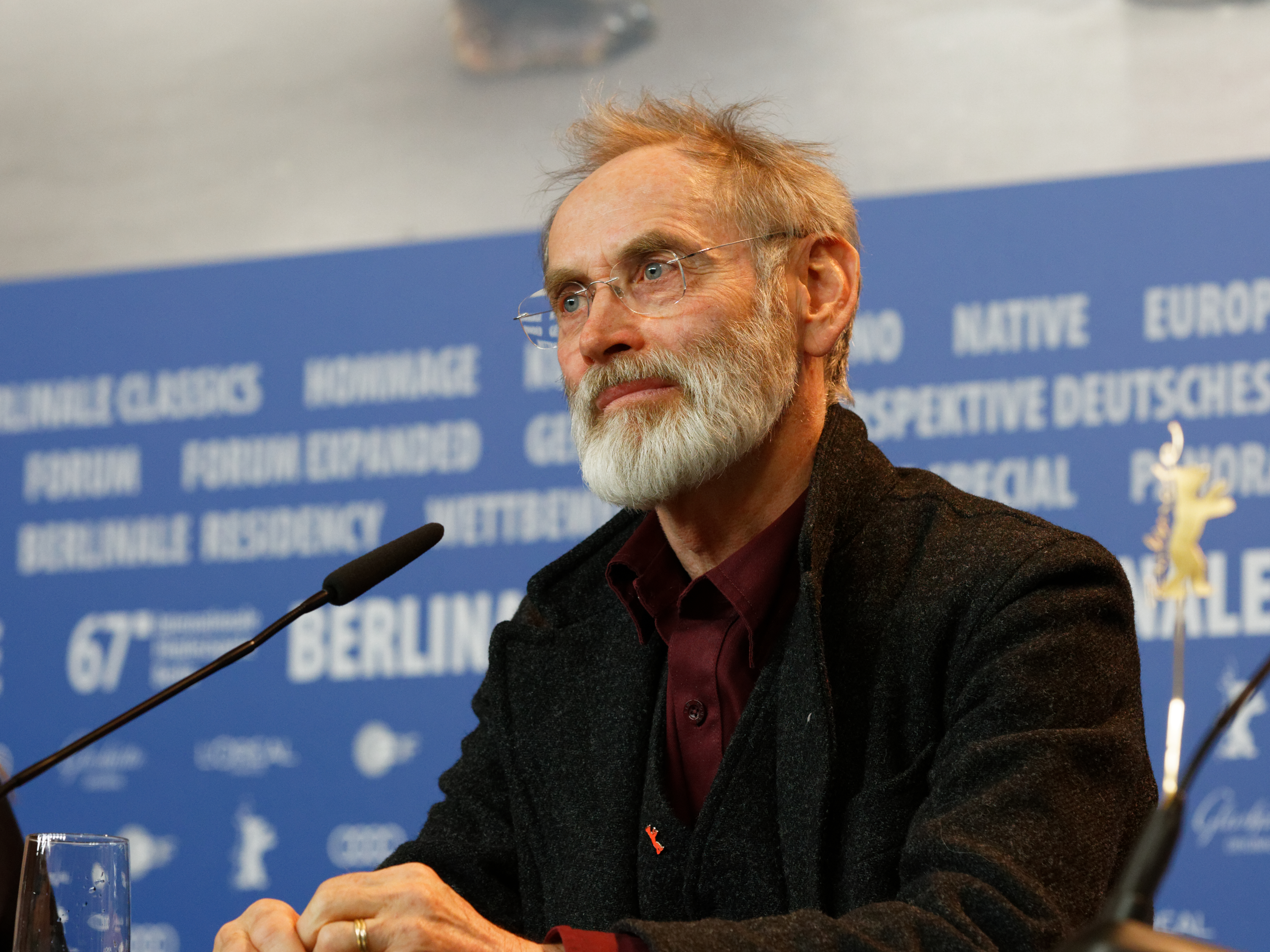
Christopher Sheppard, 2017

Christopher Sheppard ist ein britischer Filmproduzent und Film- und Fernsehregisseur.

## Leben und Karriere
Sheppard arbeitete zunächst als Journalist und als Berater für verschiedene UNO-Behörden. Er war Mitbegründer des Magazins New Internationalist.
Seit 1985 hat er eine Reihe von Dokumentarfilmen produziert und gedreht sowie einige Internetprojekte initiiert.
Von 1986 bis 1992 produzierte er für das Fernsehen mehrere Low-Budget-Dokumentarfilme, bei einigen führte er auch Regie. Zwei dieser Dokumentarfilme, Death Of A Runway (1992) und Child's Eye (1995) wurden für die Royal Television Society Awards nominiert. Der Film Man-Made Famine mit Glenda Jackson als Sprecherin, der mit Unterstützung des New International entstand, schildert die wirtschaftliche Situation von Farmerinnen in Afrika, die den Großteil der landwirtschaftlichen Produktion erwirtschaften, aber kaum Unterstützung durch die jeweiligen Staaten oder internationale Organisationen erhalten.
Von 1992 bis 1997 führte er in fünf Folgen der TV-Dokuserie Cutting Edge Regie. Die Serie erhielt mehrere BAFTA-Nominierungen bzw. -Preise.
1990 gründete er in zusammen mit Sally Potter die Produktionsfirma Adventure Pictures. Der erste Spielfilm, den Adventure Pictures produzierte, war Orlando mit Tilda Swinton in der Titelrolle, der für zwei Oscars nominiert war und mit weiteren europäischen Filmpreisen ausgezeichnet wurde. Inzwischen haben Potter und Sheppard sieben Spielfilme gemeinsam produziert.

## Filmografie (Auswahl)
- 1986: Man-made Famine, Dokumentarfilm; Produzent
- 1986: With These Hands: How Women Feed Africa, Dokumentarfilm; Produzent
- 1993: Our House, Dokumentarfilm; Regie
- 1993: Tony and Alan: No Place Like Home, Dokumentarfilm; Regie
- 1993: Searching for Susan,  Dokumentarfilm; Produzent, Regie
- 1993: Orlando; Produzent
- 1995: Road Rag; Produzent, Regie
- 1996–1997: Cutting Edge, TV-Dokuserie, 5 Folgen; Regie
- 1997: The End Is Nigh, Dokumentarfilm; Regie zusammen mit Robert MacNaughton
- 1997: The Tango Lesson; Produzent
- 2000: The Man Who Cried; Produzent
- 2005: Yes; Produzent
- 2009: Rage; Produzent
- 2012: Ginger & Rosa; Produzent
- 2017: The Party; Produzent
- 2020: Wege des Lebens – The Roads Not Taken (The Roads Not Taken); Produzent